# Gruppo di NGC 2545
Il Gruppo di NGC 2545 comprende cinque galassie situate nella costellazione del Cancro.

## Descrizione
La distanza media tra il centro di massa di questo gruppo e la nostra Via Lattea è di circa 179 milioni di anni luce (55,0 Mpc).

## Membri
Nella tabella sottostante sono riportati i membri del gruppo indicati nell'articolo di Garcia del 1993.
| Nome        | Classificazione | Tipologia       | RA (J2000.0)  | DEC (J2000.0) | Velocità radiale (km/s) | Magnitudine apparente | Distanza di Hubble | Dimensioni (kal) |
| ----------- | --------------- | --------------- | ------------- | ------------- | ----------------------- | --------------------- | ------------------ | ---------------- |
| NGC 2545    | (R)SB(r)ab      | Spirale barrata | 08h 14m 14.1s | 21° 21′ 20″   | 3385 ± 3                | 12,4                  | 53,3 ± 3,7         | 116              |
| NGC 2565    | (R')SBbc?       | Spirale barrata | 08h 19m 48.3s | 22° 01′ 53″   | 3582 ± 1                | 12,6                  | 56,3 ± 4,0         | 97               |
| UGC 4308    | SB(rs)c         | Spirale barrata | 08h 17m 25.8s | 21° 41′ 08″   | 3566 ± 1                | 11,39 ± 0,08          | 56,0 ± 3,9         | 112              |
| CGCG 119-44 | S0/a            | Lenticolare     | 08h 18m 50.2s | 22° 06′ 55″   | 3494 ± 1                | 13,79 ± 0,06          | 55,0 ± 3,9         | 36               |
| CGCG 119-56 | S               | Spirale         | 08h 19m 41.2s | 22° 02′ 31″   | 3458 ± 1                | 14,595                | 54,4 ± 3,8         | 33               |

Il sito DeepskyLog permette di trovare agevolmente le costellazioni in cui sono situate le galassie; in alternativa si possono utilizzare le coordinate delle galassie per individuarle. Se non altrimenti indicato, le coordinate sono quelle fornite dal sito NASA/IPAC (National Aeronautics and Space Administration / Infrared Processing and Analysis Center).